# Бикмухаметов, Роберт Гатович
Ро́берт Га́тович Бикмухаме́тов (5 ноября 1928 года, дер. Илишево, Илишевский район, Башкирская АССР, РСФСР, СССР — 28 августа 1995 года, Москва) — советский и российский историк литературы, критик, очеркист и переводчик. Доктор филологических наук. Член Союза писателей СССР.
Профессор кафедры истории советской литературы (русской литературы XX века) филологического факультета МГУ, специалист по литературе народов России (преимущественно Поволжья).

## Биография
- 1947 год — начал печататься.
- 1952 год — окончил Казанский университет,
- 1955 год — окончил аспирантуру.
- 1956—1960 гг. — работал в Институте мировой литературы АН СССР,
- 1957 год — книга о Мусе Джалиле (1/3: «Муса Джалиль: Критико-биографический очерк». М., 1957)
- 1959 год — стал членом Союза писателей.
- 1960 г. — в Казани, на татарском языке, опубликована книга Бикмухаметова «Невянущие цветы поэзии».
- 1960—1961 гг. — зам. главного редактора журнала «Дружба народов».
- 1961 г. — в Уфе, на башкирском языке, опубликована книга Бикмухаметова «О песнях, победивших врага».
- С 1962 г. трудился в МГУ: преподаватель, затем — заведующий сектором при кафедре истории литературы.
- 1962 год — книга о Мусе Джалиле (2/3: «Муса Джалиль: (Очерк творчества)». М., 1962)
- 1964 год — вышли стихи Мусы Джалиля в переводе Роберта Гатовича.
- 1983 год — принял участие в создании учебного пособия на немецком языке «Введение в советскую многонациональную литературу» (Лейпциг).
- 1984 год — защитил докторскую диссертацию по теме «Единство советской многонациональной литературы: (Методологические проблемы)».
- 1989 год — книга о Мусе Джалиле (3/3: «Муса Джалиль. Личность. Творчество. Жизнь». М., 1989.)
- 1989 год — Роберту Гатовичу было присвоено почётное звание заслуженного деятеля науки Башкирской АССР.
- 1994 год — составил учебную программу курса «История литератур народов Российской Федерации XX века», которая вышла в виде книги.

Роберт Гатович — автор около 200 научных и литературно-критических работ. Его научные труды посвящены взаимовлиянию национальных литератур народов России, теории литературы, методологии литературоведения.
Он состоял членом секции «Культура народов в регионах России» межведомственного совета по региональной научно-технической политике и взаимодействию с высшей школой, учрежденного РАН и министерством науки, высшей школы и технической политики РФ.

### Сочинения
- «Дорога остаётся». Очерки. М., 1969; содержание:
  - «Глаз коня»,
  - «Землетрясение в Ташкенте»,
  - «На полынных ветрах»,
  - «Камень-одинец».
- «Орбиты взаимодействия». М., 1983.

Итог многолетних исследований учёного — монография «Орбиты взаимодействия». В её основе — докторская диссертация, посвященная собственно художественному (а не геополитическому и идеологическому) единству литератур народов СССР. Исследователь провёл параллели с различными литературными общностями, сложившимися в XX в., с художественными системами других эпох, включая весьма отдалённые; впервые применил широкий масштаб культуры к современному или недавнему литературному материалу.
- «Муса Джалиль. Личность. Творчество. Жизнь». М., 1989.

Роберт Гатович Бикмухаметов — автор монографий о жизни и творчестве М. Джалиля, Галимджана Г. Ибрагимова, Г.Тукая; ряда статей о творчестве Кима Ахмедьянова, Мажита Гафури, Мустая Карима, Сайфи Кудаша, Назара Наджми и других.

Его труды переведены на английский, немецкий, польский языки.

### Семья
Жена — Флора Глебовна Воробьёва, экономист.
- Дочь — Асия Робертовна Бикмухаметова (Ася Воробьёва; род. 1961), филолог, редактор. Была замужем за актёром Михаилом Ефремовым (род. 1963).
  - Внук — актёр Никита Ефремов (род. 1988).